# Ivett
Az Ivett női név az Ivonn francia kicsinyítőképzős alakjából önállósult.

## Rokon nevek
- Ivetta:[1] az Ivett latinosított alakja.[2]
- Ivonn

## Gyakorisága
Az 1990-es években az Ivett gyakori, az Ivetta szórványos név, a 2000-es években (2006-ig) az Ivett a 91-100. helyen állt, utána nem szerepelt a 100 leggyakoribb női név között, míg az Ivetta nincs az első 100-ban.

## Névnapok
Ivett, Ivetta
- január 13.[2]
- május 6.[2]

## Híres Ivettek, Ivetták
- Tóth Ivett műkorcsolyázó
- Bíró Yvette filmkritikus
- Bozsik Yvette balettművész, koreográfus
- Gyöngyösi Ivett zongoraművész
- Kósa Ivett énekesnő
- Iveta Radičová szlovák miniszterelnök
- Lakatos Yvette énekes
- Semperger Ivett Rebeka teniszező [5]